# Fotbal na Panamerických hrách
Fotbal na Panamerických hrách je fotbalový turnaj, který se poprvé uskutečnil v roce 1951 v Buenos Aires v Argentině. Panamerické hry jsou pořádány každé čtyři roky v roce předcházejícím Olympijským hrám. Řídící organizace her byla v roce 1955 přejmenována na Panamerickou sportovní organizaci (Pan American Sports Organization – PASO). V nynější době je v této organizaci zastoupeno 41 zemí ze Severní, Střední a Jižní Ameriky a Karibiku. Oficiálními jazyky her jsou angličtina a španělština.

## Přehled jednotlivých turnajů (Muži)
| 1951 detaily | Buenos Aires   | Argentina       |                         | Kostarika | Chile             |                | Venezuela         |
| 1955 detaily | Mexico City    | Argentina       |                         | Mexiko    | Nizozemské Antily |                | Venezuela         |
| 1959 detaily | Chicago        | Argentina       |                         | Brazílie  | USA               |                | Haiti             |
| 1963 detaily | São Paulo      | Brazílie        |                         | Argentina | Chile             |                | Uruguay           |
| 1967 detaily | Winnipeg       | Mexiko          | 4–0 (PP)                | Bermudy   | Trinidad a Tobago | 4–1            | Kanada            |
| 1971 detaily | Cali           | Argentina       |                         | Kolumbie  | Kuba              |                | Trinidad a Tobago |
| 1975 detaily | Mexico City    | Mexiko Brazílie | 1–1 (PP) (nerozhodnuto) |           | Argentina         | 2–0            | Kostarika         |
| 1979 detaily | San Juan       | Brazílie        | 3–0                     | Kuba      | Argentina         | 2–0            | Kostarika         |
| 1983 detaily | Caracas        | Uruguay         |                         | Guatemala | Brazílie          |                | Chile             |
| 1987 detaily | Indianapolis   | Brazílie        | 2–0 (PP)                | Chile     | Argentina         | 0–0 (5–4 pen.) | Mexiko            |
| 1991 detaily | Havana         | USA             | 2–1 (PP)                | Mexiko    | Kuba              | 1–0            | Honduras          |
| 1995 detaily | Mar del Plata  | Argentina       | 0–0 (5–4 pen.)          | Mexiko    | Kolumbie          | 3–0            | Honduras          |
| 1999 detaily | Winnipeg       | Mexiko          | 3–1                     | Honduras  | USA               | 2–1            | Kanada            |
| 2003 detaily | Santo Domingo  | Argentina       | 1–0                     | Brazílie  | Mexiko            | 0–0 (5–4 pen.) | Kolumbie          |
| 2007 detaily | Rio de Janeiro | Ekvádor         | 1–0                     | Jamajka   | Mexiko            | 1–0            | Kolumbie          |
| 2011 detaily | Guadalajara    | Mexiko          | 1–0                     | Argentina | Uruguay           | 2–1            | Kostarika         |
| 2015 detaily | Toronto        | Uruguay         | 1–0                     | Mexiko    | Brazílie          | 3-1            | Panama            |
| 2019 detaily | Lima           | Argentina       | 4–0                     | Honduras  | Mexiko            | 1–0            | Uruguay           |